# 和田穂佳
和田 穂佳（わだ ほのか）は、NHKのアナウンサー。

## 人物・来歴
高知県高知市出身。
土佐塾中学校・高等学校、青山学院大学文学部日本文学科を卒業後、2023年4月、地域職員としてNHKに入局。初任地は、高知放送局。

## 嗜好・挿話
- 大学時代は、短歌を学んでいた。現在もその時の感情や様子を短歌に詠んでいる[1]。更に『青学TV』のスタッフを務め、動画制作やリポーターを担当していた。また、母校土佐塾高等学校で教育実習生を務めた。
- 2023年5月28日放送の『どーも、NHK』に出演し、自己紹介では「高知局、高知出身和田穂佳です。大学で学んだ短歌で一首。“高知には　浮かんでくる顔　たくさんで　あなたに届けと　思いを込めて”　伝えます。」とアピールした。
- NHKは令和改革により人事制度が改められ、和田は地元である四国地方での勤務を希望。このため「地域勤務採用」となり、同期の多くと異なり地元高知でキャリアをスタートさせることとなった。
- 2023年6月1日放送のラジオニュースで、初鳴きを果たした[2]。更に、同年7月4日の『こうちいちばん845』でテレビでの初鳴きも果たしている[3]。

## 現在の担当番組
- こうちいちばん（金曜メインキャスター：2025年4月4日 - ）（熊井幹と2週交代で担当）
  - 「キラリ・みず・こうち」コーナー担当[4]
- 高知県のニュース・気象情報・中継・リポート
  - こうちいちばん845

## 過去の出演番組

### 高知放送局時代（2023年度 - ）
- どーも、NHK（2023年5月28日・新人お披露目）
- ギュッと!四国（四国エリア、2024年7月6日・熊井幹と生中継リポーター、2025年5月20日・代行キャスター）
- もっと!「あんぱん」聞かせて今田さん北村さん（2025年6月21日、四国エリア・MC）
- 土佐の夏　よさこい祭り2025（2025年8月11日、四国エリア・生中継リポーター）